# سيركان اتاك
سيركان اتاك (3 يناير 1984 في ألمانيا - ) هو لاعب كرة قدم ألماني وتركي في مركز الوسط. شارك مع منتخب تركيا تحت 17 سنة لكرة القدم ومنتخب تركيا تحت 19 سنة لكرة القدم ومنتخب تركيا تحت 21 سنة لكرة القدم. أما مع النوادي، فقد لعب مع أنطاليا سبور وأوفتاس سبور وبايرن ميونخ الثاني وبايرن ميونخ وبولو سبور وتشايكور ريزه سبور ودنيزلي سبور وعثمانلي سبور وغازي عنتاب بي.بي.كي وغازي عنتاب سبور وقيصري إيرسيسبور.

## وصلات خارجية
- سيركان اتاك على موقع الاتحاد الأوربي (الإنجليزية)
- سيركان اتاك على موقع اتحاد تركيا (لاعب) (الإنجليزية)
- سيركان اتاك على موقع قاعدة بيانات كرة القدم.إي يو (الإنجليزية)
- سيركان اتاك على موقع بيانات كرة القدم. دي إي (الألمانية)
- سيركان اتاك على موقع Soccerway.com (الإنجليزية)
- سيركان اتاك على موقع عالم كرة القدم.نت (الإنجليزية)